# Norops baccatus
Norops baccatus är en ödleart som beskrevs av  Bocourt 1873. Norops baccatus ingår i släktet Norops och familjen Polychrotidae. IUCN kategoriserar arten globalt som otillräckligt studerad. Inga underarter finns listade i Catalogue of Life.